# Convertidor directe

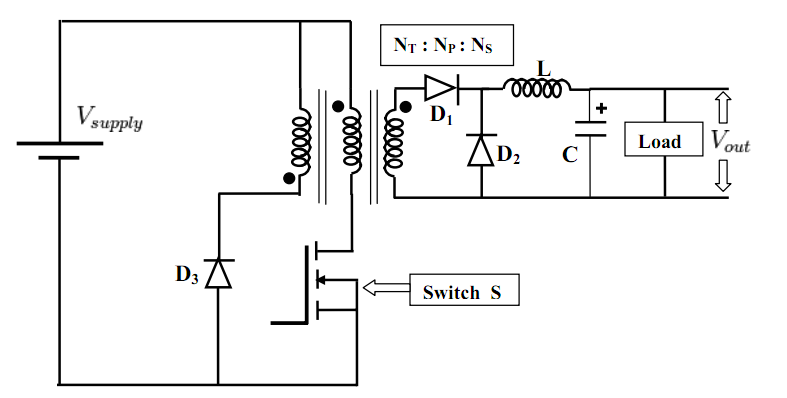
Un esquema que mostra els components més importants d'un convertidor directe.

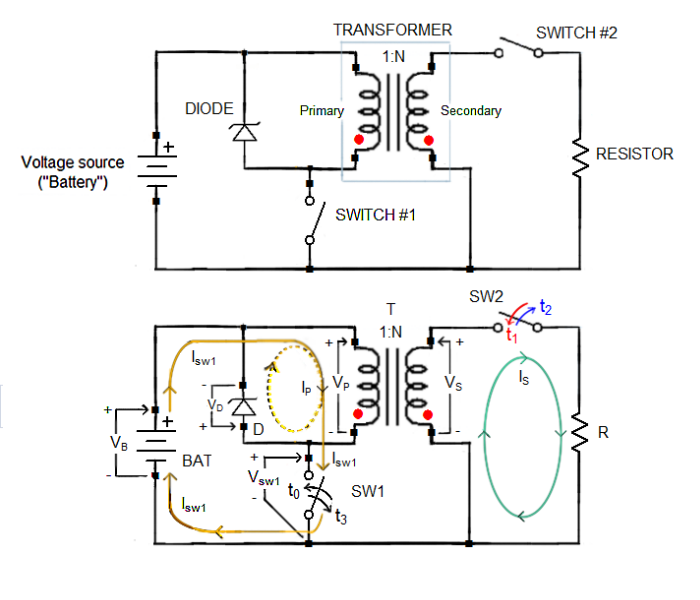
Dos diagrames d'un convertidor directe idealitzat (i) un esquema simple (ii) que mostra les direccions de tensió i les direccions de corrent.

El convertidor directe és un convertidor DC/DC que utilitza un transformador per augmentar o disminuir la tensió de sortida (segons la relació del transformador) i proporcionar aïllament galvànic per a la càrrega. Amb múltiples bobinatges de sortida, és possible proporcionar sortides de tensió més alta i més baixa simultàniament.
Tot i que sembla superficialment un convertidor flyback, funciona d'una manera fonamentalment diferent i, en general, és més eficient energèticament. Un convertidor flyback emmagatzema energia en el camp magnètic a l'entrefer de l'inductor durant el temps que l'element de commutació del convertidor (transistor) està conduint. Quan l'interruptor s'apaga, el camp magnètic emmagatzemat es col·lapsa i l'energia es transfereix a la sortida del convertidor de retorn com a corrent elèctric. El convertidor flyback es pot veure com dos inductors que comparteixen un nucli comú amb bobinatges de polaritat oposada.
En canvi, el convertidor directe (que es basa en un transformador amb bobinatges de la mateixa polaritat, inductància magnetitzant més alta i sense espai d'aire) no emmagatzema energia durant el temps de conducció de l'element de commutació: els transformadors no poden emmagatzemar una quantitat significativa d'energia, a diferència dels inductors. En canvi, l'energia es passa directament a la sortida del convertidor directe mitjançant l'acció del transformador durant la fase de conducció del commutador.
Tot i que la tensió de sortida d'un convertidor de retorn és teòricament infinita, la tensió de sortida màxima del convertidor directe està limitada per la relació de girs del transformador. {\displaystyle \textstyle N_{\mathrm {S} }/N_{\mathrm {P} }} :
{\displaystyle V_{\mathrm {out} }=D\cdot {\frac {N_{\mathrm {S} }}{N_{\mathrm {P} }}}\cdot V_{\mathrm {supply} }}
on {\displaystyle D} és el cicle de treball del modulador d'amplada de pols.

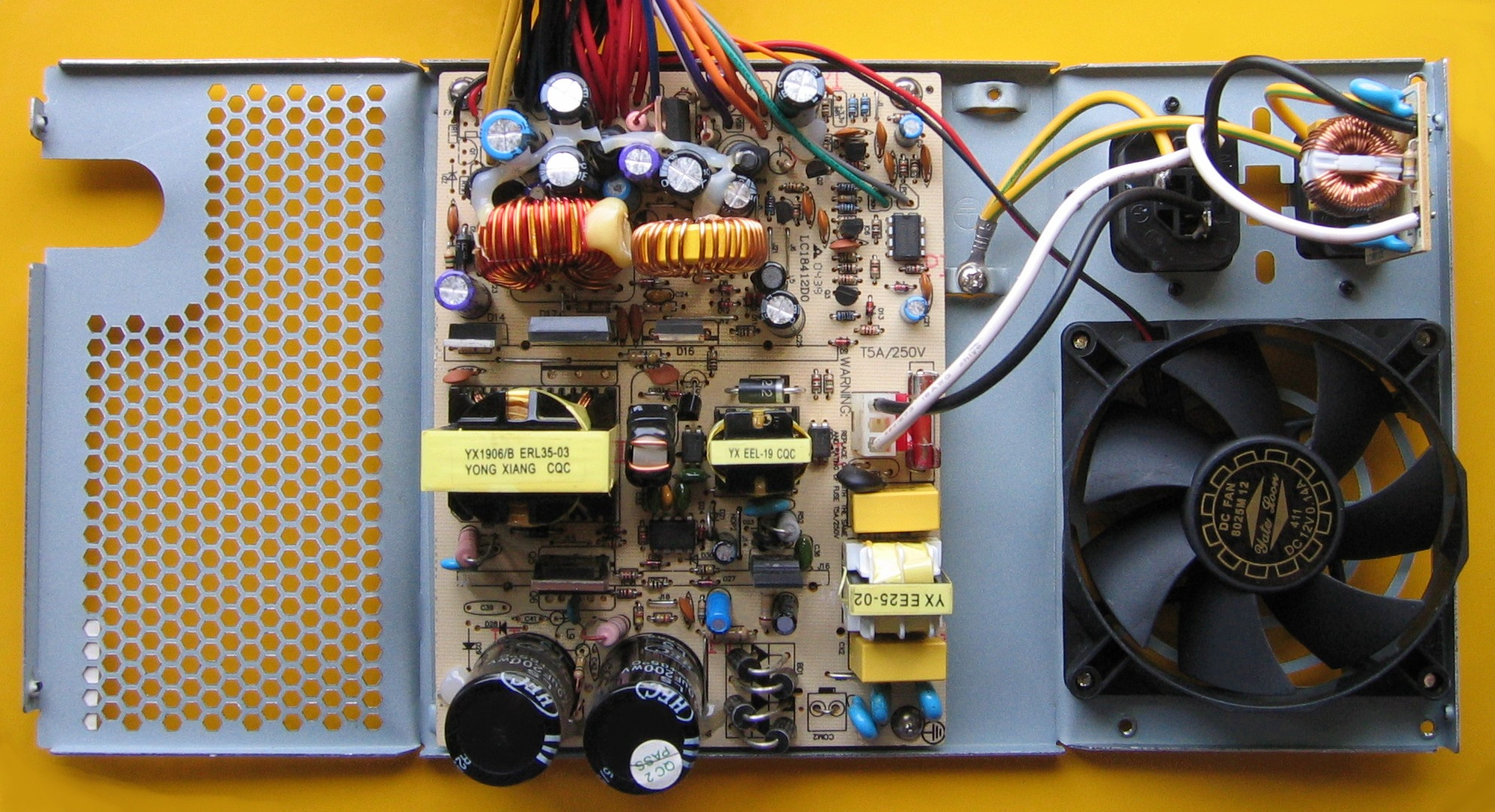
Exemple real d'un convertidor directe.

El convertidor directe s'utilitza normalment en subministraments fora de línia per proporcionar un nivell de sortida de potència intermedi de 100 – 200 watts.